# Отоинеппу
Отоинеппу (яп. 音威子府村 Отоинэппу-мура) — село в Японии, находящееся в уезде Накагава округа Камикава губернаторства Хоккайдо. Площадь села составляет 275,64 км², население — 817 человек (30 июня 2014), плотность населения — 2,96 чел./км².

## Географическое положение
Село расположено на острове Хоккайдо в губернаторстве Хоккайдо. С ним граничат посёлки Бифука, Накагава, Накатомбецу, Эсаси.

## Население
Население села составляет 817 человек (30 июня 2014), а плотность — 2,96 чел./км². Изменение численности населения с 1980 по 2005 годы:
| 1980 | 2100 чел. |  |
| 1985 | 2068 чел. |  |
| 1990 | 1584 чел. |  |
| 1995 | 1480 чел. |  |
| 2000 | 1334 чел. |  |
| 2005 | 1070 чел. |  |

## Символика
Деревом села считается Picea glehnii, цветком — Phlox subulata.